# Delphine Gleize
Delphine Gleize (Saint-Quentin, 5 de maio de 1973) é uma roteirista e cineasta francesa.